# Leptorhabdium pictum
Leptorhabdium pictum är en skalbaggsart som först beskrevs av Samuel Stehman Haldeman 1847.  Leptorhabdium pictum ingår i släktet Leptorhabdium och familjen långhorningar. Inga underarter finns listade i Catalogue of Life.